# Oberea tripunctata
Oberea tripunctata är en skalbaggsart som först beskrevs av Nils Samuel Swederus 1787.  Oberea tripunctata ingår i släktet Oberea och familjen långhorningar. Inga underarter finns listade i Catalogue of Life.